# Cyne
Cyne é um género botânico pertencente à família Loranthaceae.

## Espécies
- Cyne baetorta
- Cyne banahaensis
- Cyne monotrias
- Cyne papuana
- Cyne perfoliata
- Cyne quadriangula